# حوله (دره)

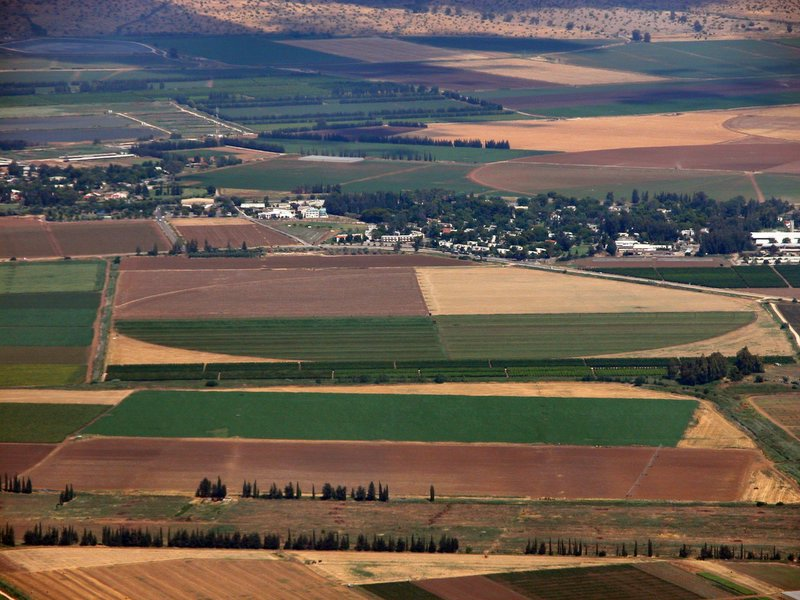
زمین‌های کشاورزی حوله

دره حوله نام دره‌ای است در شمال اسرائیل امروزی (و در شام قدیم). این دره اقامتگاهی موقت است برای پرندگان که بین اروپا، آسیا و آفریقا مهاجرت می‌کنند.

## محیط زیست
دره خوله یک منطقه کشاورزی حاصلخیز در شمال اسرائیل است که به دلیل اهمیت تاریخی، زیست‌محیطی و کشاورزی خود شناخته می‌شود.
در گذشته، این دره یک دریاچه بزرگ و باتلاقی بود که زیستگاه گونه‌های مختلف گیاهی و جانوری بود. اما به دلیل مشکلات ناشی از بیماری مالاریا و نیاز به زمین‌های کشاورزی، در دهه ۱۹۵۰ این دریاچه خشک شد. این اقدام باعث تغییرات زیادی در اکوسیستم منطقه شد و بسیاری از گونه‌های جانوری و گیاهی را در معرض خطر قرار داد.
در سال‌های اخیر، تلاش‌هایی برای احیای بخشی از دریاچه حوله و بازگرداندن برخی از گونه‌های در معرض خطر انجام شده است. این تلاش‌ها منجر به ایجاد یک ذخیره‌گاه طبیعی مهم در منطقه شده است.
دره حوله یک مسیر مهاجرت مهم برای پرندگان است و سالانه میلیون‌ها پرنده در مسیر مهاجرت خود از این منطقه عبور می‌کنند. این دره همچنین زیستگاه گونه‌های مختلف گیاهی و جانوری است که برخی از آنها در معرض خطر انقراض هستند.
دره حوله به دلیل خاک حاصلخیز و آب فراوان، یک منطقه کشاورزی مهم در اسرائیل است. در این منطقه محصولات مختلفی مانند پنبه، ذرت، گندم و سبزیجات کشت می‌شود.